# ヴァカンソレイユ・DCM
ヴァカンソレイユ・DCM（Vacansoleil-DCM）は、かつて存在したオランダを本拠地とする、自転車競技、ロードレースチームの名称。2009年、活動を開始。2011年、UCIプロチームに承認された。ヴァカンソレユ・DCMともいう。2013年シーズンをもって解散。

## 概要
ヴァカンソレイユは、旅行代理業、テーマパークの運営などを行う、オランダのアイントホーフェンを本拠とする企業。
2008年に、前身のP3・トランスファー＝バタヴス(P3 Transfer-Batavus)を受け継ぎ、同年に解散したサイクル・コルストロップ(Cycle Collstrop)から、前ゼネラル・マネジャーのヒライル・ファン・デル・スヒュエレンを受け入れ、2009年より活動を開始した。そしてその年、ワイルドカード枠で参加を得たブエルタ・ア・エスパーニャにおいて、ボルト・ボジチュが区間優勝を果たしたことで、一躍当チームの名を挙げた。
2011年、前年の2010年シーズン途中で加入したリカルド・リッコや、ステイン・デヴォルデル、エセキエル・モスケラといった著名選手の加入が決まったことで、UCIプロチームの承認を受けた。なお、同年シーズンより、ベルギーを本拠とする農業用機材販売企業であるDCMが新たにスポンサーに加わった。

## 主な実績
2009年
- ブエルタ・ア・エスパーニャ
  - 区間優勝　ボルト・ボジチュ

2010年
- ツール・ド・ルクセンブルク 総合優勝　マッテオ・カッラーラ
- UCIヨーロッパツアー チーム総合優勝

2012年
- パリ〜ニース2012 チーム総合優勝
- ジロ・デ・イタリア 2012 第20ステージ 優勝　トーマス・デ・ヘント

　　　　　　　　　　　　　　　　　総合3位　トーマス・デ・ヘント
- パリ〜ツール2012 優勝　マルコ・マルカート

## 2012年陣容
2011年5月6日更新 
- ゼネラル・マネジャー - ダーン・リュイクス

| 選手名                     | 国籍           | 生年月日       | 前年所属チーム                              |
| -------------------------- | -------------- | -------------- | ------------------------------------------- |
| クリス・ブックマンス       | ベルギー       | 1987年2月13日  | トップスポート・フラーンデレン - メルカトル |
| マッテオ・カッラーラ       | イタリア       | 1979年3月25日  |                                             |
| トーマス・デ・ヘント       | ベルギー       | 1986年11月6日  |                                             |
| ステイン・デヴォルデル     | ベルギー       | 1979年8月29日  |                                             |
| ロマン・フェイユ           | フランス       | 1984年4月16日  |                                             |
| ジョニー・ホーヘルラント   | オランダ       | 1983年5月13日  |                                             |
| マルテイン・ケイゼル       | オランダ       | 1988年3月25日  |                                             |
| セルゲイ・ラグティン       | ウズベキスタン | 1981年1月14日  |                                             |
| グスタヴ・ラルソン         | スウェーデン   | 1980年9月20日  | サクソバンク - サンガード                   |
| ビェルン・ルクマンス       | ベルギー       | 1977年7月1日   |                                             |
| ピム・リフトハルト         | オランダ       | 1988年6月16日  |                                             |
| マルコ・マルカート         | イタリア       | 1984年2月11日  |                                             |
| トマシュ・マルチィニスキ   | ポーランド     | 1984年3月6日   | CCC・ポルサット - ポルコヴィツェ            |
| バリー・マルクス           | オランダ       | 1991年7月17日  | ラボバンク・コンチネンタル                  |
| ワウテル・モル             | オランダ       | 1982年4月17日  |                                             |
| ヤツェク・モライコ         | ポーランド     | 1981年4月26日  | CCC・ポルサット - ポルコヴィツェ            |
| マーティン・モーテンセン   | デンマーク     | 1984年11月5日  | レオパルド・トレック                        |
| ニキータ・ノヴィコフ       | ロシア         | 1989年11月10日 | イテラ・カチューシャ                        |
| マルチェッロ・パヴァーリン | イタリア       | 1986年10月22日 |                                             |
| ワウト・プルス             | オランダ       | 1987年1月15日  |                                             |
| ロブ・リュイフ             | オランダ       | 1986年11月12日 |                                             |
| ミルコ・セルヴァッジ       | イタリア       | 1985年2月11日  |                                             |
| ラファエル・バユス         | スペイン       | 1987年6月27日  | ジェオックス・TMC                           |
| ケニー・ファンヒュメル     | オランダ       | 1982年9月30日  | スキル・シマノ                              |
| ケヴィン・ファン・インプ   | ベルギー       | 1981年4月19日  | クイックステップ                            |
| フレデリック・フヘレン     | ベルギー       | 1978年9月4日   |                                             |
| リーウ・ウェストラ         | オランダ       | 1982年9月11日  |                                             |

2012年動向
- 加入
  - ケニー・ファンヒュメル (スキル・シマノ)
  - クリス・ブックマンス
  - グスタヴ・ラルソン
  - トマシュ・マルチィンスキ
  - バリー・マルクス
  - ヤツェク・モライコ
  - マーティン・モーテンセン
  - ニキータ・ノヴィコフ
  - ラファエル・バユス
  - ケニー・ファンヒュメル
  - ケヴィン・ファン・インプ

- 退団
  - ミハウ・ゴワシュ (オメガ・ファーマ＝クイックステップ)
  - イェンス・マウリス (グリーンエッジ)
  - ボルト・ボジチュ (アスタナ)
  - サント・アンツァ
  - マクシム・ベルコフ
  - ホリック・ハルデイン
  - ミハウ・ゴワシュ
  - ヨースト・ファン・レイエン
  - エセキエル・モスケラ（ドーピング違反につき出場停止）
  - アルベルト・オンガラート
  - ルスラン・ピドゴルニー

## 歴代陣容
| 2011年陣容                 | 2011年陣容     | 2011年陣容     | 2011年陣容                                  |
| 選手名                     | 国籍           | 生年月日       | 前年所属チーム                              |
| -------------------------- | -------------- | -------------- | ------------------------------------------- |
| サント・アンツァ           | イタリア       | 1980年11月17日 | チェラミカ・フラミニア                      |
| マクシム・ベルコフ         | ロシア         | 1985年1月9日   | ISD - ネーリ                                |
| ボルト・ボジチュ           | スロベニア     | 1980年8月8日   |                                             |
| マッテオ・カッラーラ       | イタリア       | 1979年3月25日  |                                             |
| トーマス・デ・ヘント       | ベルギー       | 1986年11月6日  | トップスポート・フラーンデレン - メルカトル |
| ステイン・デヴォルデル     | ベルギー       | 1979年8月29日  | クイック・ステップ                          |
| ロマン・フェイユ           | フランス       | 1984年4月16日  |                                             |
| ホリック・ハルデイン       | ベルギー       | 1980年3月17日  |                                             |
| ミハウ・ゴワシュ           | ポーランド     | 1984年4月29日  |                                             |
| ジョニー・ホーヘルラント   | オランダ       | 1983年5月13日  |                                             |
| マールタイン・ケイゼル     | オランダ       | 1988年3月25日  | ラボバンク・コンチネンタル                  |
| セルゲイ・ラグティン       | ウズベキスタン | 1981年1月14日  |                                             |
| ヨースト・ファン・レイエン | オランダ       | 1984年7月20日  |                                             |
| ビェルン・ルークマンス     | ベルギー       | 1977年7月1日   |                                             |
| ピム・リフトハルト         | オランダ       | 1988年6月16日  | AVC・エクサン＝プロヴァンス                 |
| マルコ・マルカート         | イタリア       | 1984年2月11日  |                                             |
| ワウテル・モル             | オランダ       | 1982年4月17日  |                                             |
| エセキエル・モスケラ       | スペイン       | 1975年11月19日 | シャコベオ・ガリシア                        |
| イェンス・マウリス         | オランダ       | 1980年3月12日  |                                             |
| アルベルト・オンガラート   | イタリア       | 1975年7月24日  |                                             |
| マルチェッロ・パヴァーリン | イタリア       | 1986年10月22日 | コルナゴ - CSF・イノックス                  |
| ルスラン・ピドゴルニー     | ウクライナ     | 1977年7月25日  | ISD - ネーリ                                |
| ワウト・プルス             | オランダ       | 1987年1月15日  |                                             |
| ロブ・リュイフ             | オランダ       | 1986年11月12日 |                                             |
| ミルコ・セルヴァッジ       | イタリア       | 1985年2月11日  | アスタナ                                    |
| フレデリック・フヘレン     | ベルギー       | 1978年9月4日   |                                             |
| リーウ・ウェストラ         | オランダ       | 1982年9月11日  |                                             |

| 2012年陣容                 | 2012年陣容     | 2012年陣容     | 2012年陣容                                  |
| 選手名                     | 国籍           | 生年月日       | 前年所属チーム                              |
| -------------------------- | -------------- | -------------- | ------------------------------------------- |
| クリス・ブックマンス       | ベルギー       | 1987年2月13日  | トップスポート・フラーンデレン - メルカトル |
| マッテオ・カッラーラ       | イタリア       | 1979年3月25日  |                                             |
| トーマス・デ・ヘント       | ベルギー       | 1986年11月6日  |                                             |
| ステイン・デヴォルデル     | ベルギー       | 1979年8月29日  |                                             |
| ロマン・フェイユ           | フランス       | 1984年4月16日  |                                             |
| ジョニー・ホーヘルラント   | オランダ       | 1983年5月13日  |                                             |
| マルテイン・ケイゼル       | オランダ       | 1988年3月25日  |                                             |
| セルゲイ・ラグティン       | ウズベキスタン | 1981年1月14日  |                                             |
| グスタヴ・ラルソン         | スウェーデン   | 1980年9月20日  | サクソバンク - サンガード                   |
| ビェルン・ルクマンス       | ベルギー       | 1977年7月1日   |                                             |
| ピム・リフトハルト         | オランダ       | 1988年6月16日  |                                             |
| マルコ・マルカート         | イタリア       | 1984年2月11日  |                                             |
| トマシュ・マルチィニスキ   | ポーランド     | 1984年3月6日   | CCC・ポルサット - ポルコヴィツェ            |
| バリー・マルクス           | オランダ       | 1991年7月17日  | ラボバンク・コンチネンタル                  |
| ワウテル・モル             | オランダ       | 1982年4月17日  |                                             |
| ヤツェク・モライコ         | ポーランド     | 1981年4月26日  | CCC・ポルサット - ポルコヴィツェ            |
| マーティン・モーテンセン   | デンマーク     | 1984年11月5日  | レオパルド・トレック                        |
| ニキータ・ノヴィコフ       | ロシア         | 1989年11月10日 | イテラ・カチューシャ                        |
| マルチェッロ・パヴァーリン | イタリア       | 1986年10月22日 |                                             |
| ワウト・プルス             | オランダ       | 1987年1月15日  |                                             |
| ロブ・リュイフ             | オランダ       | 1986年11月12日 |                                             |
| ミルコ・セルヴァッジ       | イタリア       | 1985年2月11日  |                                             |
| ラファエル・バユス         | スペイン       | 1987年6月27日  | ジェオックス・TMC                           |
| ケニー・ファンヒュメル     | オランダ       | 1982年9月30日  | スキル・シマノ                              |
| ケヴィン・ファン・インプ   | ベルギー       | 1981年4月19日  | クイックステップ                            |
| フレデリック・フヘレン     | ベルギー       | 1978年9月4日   |                                             |
| リーウ・ウェストラ         | オランダ       | 1982年9月11日  |                                             |